# Wendie Malick
Wendie Malick (Búfalo, Nueva York, 13 de diciembre de 1950) actriz y exmodelo estadounidense de padre libanés.

## Biografía
En 1972, tras graduarse en la Universidad Wesleyana de Ohio de Delaware, Ohio, comenzó como modelo para la agencia de modelaje Wilhelmina. Como actriz, debutó en 1982 en la película A Little Sex. Fue galardonada con un premio especial del gremio de actores ya que ha aparecido en al menos cinco programas de televisión o películas cada año en los últimos 23 años.

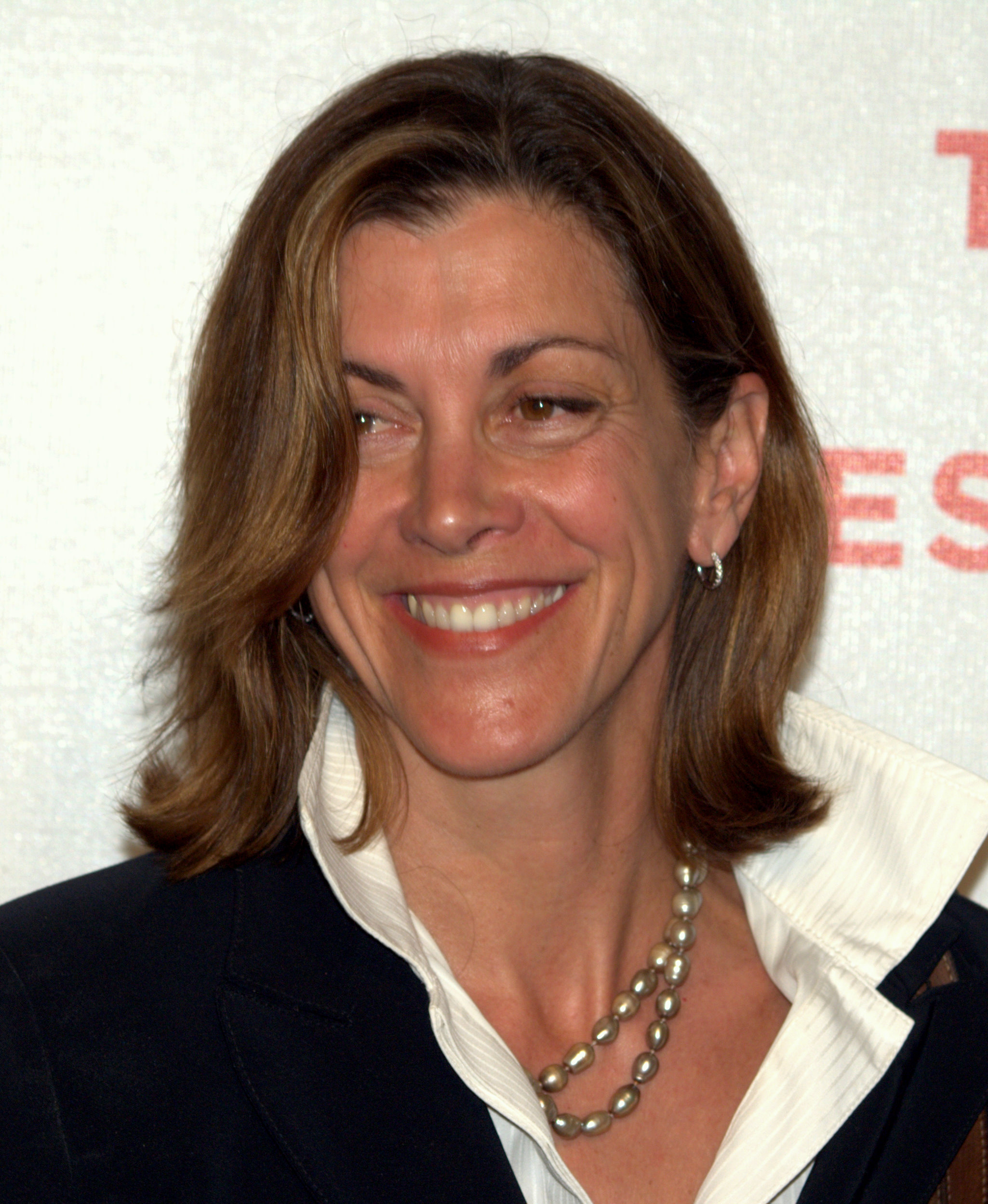
Wendie Malick en el Festival de cine de Tribeca, 2009.

En 1982, empezó a hacer de Diane Chambers en la serie de la NBC Cheers. Su primer papel de protagonista fue en la serie de la HBO Dream On en 1990, donde estuvo hasta 1996, cuando pasó a interpretar a la exmodelo superficial y alcohólica Nina Van Horn para la serie de la MBC Just Shoot Me!: permaneció en ella hasta 2003, y el personaje le valió dos nominaciones para los Emmy en 1999 y 2002.
También actuó en el telefilm Take My Advice: The Ann and Abby Story, donde interpretaba a dos gemelas idénticas, las periodistas Ann Landers (Esther Lederer) y Dear Abby Pauline Phillips (Abigail Van Buren); e hizo el doblaje de la serie de Disney Fillmore! hasta su finalización en 2004. 
En 2005, hizo de Naomi en la serie de John Stamos Jake in Progress y participó en Modern Men. 
Malick ha hecho más 80 apariciones en series de televisión, como:
- 5 apariciones en Kate & Allie.
- 9 apariciones en Baywatch.
- 8 apariciones en Frasier como Ronee Lawrence.
- 5 apariciones en Father of the Pride.
- 3 apariciones en The Adventures of Jimmy Neutron: Boy Genius como Beautiful Gorgeous.

Además de MacGyver, The X-Files, Mike Hammer, Scarecrow and Mrs. King, Highway to Heaven, NYPD Blue, L.A. Law, Empty Nest, Mad About You, Tales from the Crypt, Seinfeld, Cybill, Kim Possible, Reba, CSI: Crime Scene Investigation, Frasier, Law & Order, Bratz, y en los anuncios de Marshalls.
En 2000, Women in Film le concedió el título A Woman of Vision, junto con Tipper Gore, Gwen Ifill y Roseanne. Está presente en asociaciones como Board of Directors of The Environmental Media Association, Board of Advocates for Planned Parenthood, Advisory Board of The Humane Society, etc.

## Vida personal
Se ha casado dos veces: de 1982 a 1989 con el actor y guionista Mitch Glazer, y en 1992 con Richard Erickson. Ella y Erickson mantienen un centro médico en el Congo y apoyan un albergue de Tijuana, México. Viven en las montañas de Santa Mónica con tres perros, dos caballos y un gato.

## Filmografía

### Cine
| Año  | Título                                                      | Personaje                             | Notas                |
| ---- | ----------------------------------------------------------- | ------------------------------------- | -------------------- |
| 1978 | How to Pick Up Girls!                                       | Stephie                               |                      |
| 1979 | Mr. Mike's Mondo Video                                      | Ella misma                            |                      |
| 1982 | A Little Sex                                                | Philomena                             |                      |
| 1988 | Scrooged                                                    | Wendie Cross                          |                      |
| 1990 | Funny About Love                                            | Enfermera Nancy                       |                      |
| 1991 | Bugsy                                                       | Inez Malick, mujer en tren            |                      |
| 1995 | The American President                                      | Susan Sloan                           |                      |
| 1996 | Apollo 11                                                   | Pat Collins                           |                      |
| 1997 | Just Add Love                                               | Charlotte                             |                      |
| 1997 | Trojan War                                                  | Beverly Kimble                        |                      |
| 1997 | North Shore Fish                                            | Shimma                                |                      |
| 1998 | Divorce: A Contemporary Western                             | Terry                                 |                      |
| 1998 | Jerome                                                      | Jane                                  |                      |
| 2000 | The Emperor's New Groove (El emperador y sus locuras [Esp]) | Chicha, esposa de Pacha               | Voz                  |
| 2001 | Cahoots                                                     | Diane                                 |                      |
| 2001 | On Edge                                                     | Mildred Tilman                        |                      |
| 2002 | Manna from Heaven                                           | Inez                                  |                      |
| 2003 | Strange Frequency 2                                         | Maggie                                | Segmento: "Soul Man" |
| 2004 | Raising Genius                                              | Nancy Nestor                          |                      |
| 2004 | Stuck                                                       | Virginia                              | Corto                |
| 2005 | Racing Stripes                                              | Clara Dalrymple                       |                      |
| 2005 | Waiting...                                                  | Nacy Mae Cross, mamá de Monty         |                      |
| 2005 | Bratz Rock Angelz                                           | Burdine Maxwell                       | Voz                  |
| 2005 | Kronk's New Groove                                          | Chicha                                | Voz                  |
| 2006 | Brother Bear 2                                              | Tía Siqiniq                           | Voz                  |
| 2006 | Bratz: Passion 4 Fashion - Diamondz                         | Burdine Maxwell                       | Voz                  |
| 2008 | Eavesdrop                                                   | Laura                                 |                      |
| 2008 | Waiting for Yvette                                          | Yvette                                | Corto                |
| 2009 | Adventureland                                               | Sra. Annette Brennan                  |                      |
| 2009 | Confessions of a Shopaholic                                 | Señorita Korch                        |                      |
| 2009 | The Goods: Live Hard, Sell Hard                             | Tammy Selleck                         |                      |
| 2009 | Alvin and the Chipmunks: The Squeakquel                     | Dra. Donna Rubin                      |                      |
| 2010 | Adventures of a Teenage Dragon Slayer                       | Vice-Director Annie Metz              |                      |
| 2010 | Knucklehead                                                 | Hermana Francesca Romeo Dawson Knight |                      |
| 2011 | About Fifty                                                 | Kate                                  |                      |
| 2011 | What Happens Next                                           | Elise                                 |                      |
| 2012 | Jewtopia                                                    | Marcy Marx                            |                      |
| 2013 | Scooby-Doo! and the Spooky Scarecrow                        | Sheriff Bessie Kern                   | Voz                  |
| 2018 | Do You                                                      | Gloria                                | Corto                |
| 2018 | Marrying Father Christmas                                   | Margaret                              | Película             |
| 2019 | Endings, Beginnings                                         | Sue                                   |                      |
| 2020 | Grandma Dearest                                             | Barbara                               |                      |
| 2020 | Beautiful Dreamer                                           | Rita                                  |                      |
| TBA  | Mack & Rita                                                 | Ruthie "Ruth" Allen                   | Posproducción        |

- 1964 – Another World (serie TV) – Secuaz
- (2014 –2020) Bojack Horseman como Beatrice Elizabeth Horseman (voz)

### Televisión
| Año       | Título                                      | Personaje                       | Notas |
| --------- | ------------------------------------------- | ------------------------------- | --- |
| 1980      | Saturday Night Live                         | Expectador                      | Episodio: "Elliott Gould/Kid Creole & the Coconuts"                                                                                             |
| 1982      | One of the Boys                             | Joan                            | Episodio: "One of the Boys" |
| 1983      | Trauma Center                               | Dra. Brigitte Blaine            | Regular, 13 Episodios |
| 1984      | Paper Dolls                                 | Taylor                          | Episodio: "Pilot" |
| 1984      | Mike Hammer                                 | Louise Jordan                   | Episodio: "Too Young to Die" |
| 1985      | Private Sessions                            | Tippi                           | Película de televisión |
| 1985–1989 | Kate & Allie                                | Claire                          | 5 Episodios |
| 1986      | Another World                               | Cecile's henchwoman             | Ep. 5559 - (6 de mayo de 1986) |
| 1986      | Scarecrow and Mrs. King                     | Jennie Stetson                  | Episodio: "Unfinished Business" |
| 1987      | Highway to Heaven                           | Donna Burke                     | Episodio: "With love, the claus" |
| 1988      | Supercarrier                                | Dra. Susan Layden               | Episodio: "Deadly Enemies" |
| 1988      | The Highwayman                              |                                 | Episodio: "The Hitchhiker" |
| 1988      | Hunter                                      | Paula Banyon                    | Episodio: "Boomerang" |
| 1989      | Anything But Love                           | Alice                           | Episodios: "Burning the Toad" and "This Is Not a Date"                                                                                          |
| 1989      | The Ed Begley Jr. Show                      | Carol Hobart                    | Piloto |
| 1989      | Christine Cromwell                          | Trudy Baron                     | Episodio: "Easy Come, Easy Go" |
| 1989–1994 | Baywatch                                    | Gayle Buchannon                 | Recurrente, 7 Episodios |
| 1990–1996 | Dream On                                    | Judith Tupper Stone             | Reparto principal, 119 Episodios |
| 1990–1991 | The Fanelli Boys                            | Becky Goldblume                 | 3 Episodios |
| 1991      | MacGyver                                    | Cindy Finnegan                  | Episodio: "Obsessed" |
| 1991      | Dynasty: The Reunion                        | Carol Marshall                  | Película de televisión |
| 1992      | Civil Wars                                  | Claudia Bentel                  | Episodio: "Dirty Pool" |
| 1992      | The Human Factor                            | Dra. Finnola Keefe              | Episodio: "Between the Sheets" |
| 1993      | NYPD Blue                                   | Susan Wagner                    | Episodios: "Brown Appetit" and "True Confessions"                                                                                               |
| 1993      | Family Album                                | Sra. Gordon                     | Episodio: "Winter, Spring, Summer or Fall All You Gotta Do Is Call"                                                                             |
| 1993      | Love & War                                  | Dra. Kelly                      | Episodio: "I Got Plenty of Nothing" |
| 1994      | L.A. Law                                    | Laura Schoen Russianoff         | Episodio: "Finish Line" |
| 1994      | The Commish                                 | Nancy Lambert                   | Episodio: "Nancy with the Laughing Face" |
| 1994      | Viper                                       | Iris Nevelson                   | Episodio: "Firehawk" |
| 1994      | Mad About You                               | Carol                           | Episodio: "The Ride Home" |
| 1994      | Empty Nest                                  | Denise                          | Episodio: "Absence Makes the Nurse Grow Weirder"                                                                                                |
| 1994      | Tales from the Crypt                        | Rita                            | Episodio: "In the Groove" |
| 1994      | Madonna: Innocence Lost                     | Camille Barbone                 | Película de televisión |
| 1995      | Hart to Hart: Secrets of the Hart           | Sarah Powell                    | Película de televisión |
| 1995      | The Return of Hunter                        | Pat Lafferty                    | Película de televisión |
| 1995      | Dweebs                                      | Alix                            | Episodio: "The Bad P.R. Show" |
| 1995      | Seinfeld                                    | Wendy                           | Episodio: "The Kiss Hello" |
| 1995      | Cybill                                      | Judy                            | Episodio: "Cybill with an 'S'" |
| 1996      | Champs                                      | Barb                            | Episodio: "A Match Made at Seven" |
| 1996      | Good Company                                | Zoe Hellstrom                   | Regular, 6 Episodios |
| 1996      | Goode Behavior                              | Dra. Stephanie Krienberg        | Episodio: "Goode Feelings" |
| 1996      | Mr. Rhodes                                  | Lenore Green                    | Episodio: "Looking for Mrs. Goodbar" |
| 1996      | The Single Guy                              | Dra. Cornick                    | Episodio: "New Year" |
| 1997      | Boston Common                               | Lauren Stone                    | Episodio: "To Bare Is Human" |
| 1997      | Life's Work                                 | Olivia McClure                  | Episodio: "Dates" |
| 1997      | Perfect Body                                | Janet Bradley                   | Película de televisión |
| 1997–2003 | Just Shoot Me!                              | Nina Van Horn                   | Regular, 148 Episodios |
| 1998      | The X-Files                                 | A.D. Maslin                     | Episodio: "The Beginning" |
| 1999      | Take My Advice: The Ann and Abby Story      | Ann Landers / Abigail Van Buren | Película de televisión |
| 1999      | Batman Beyond                               | Dra. Price                      | Voz. Episodio: "Joyride" |
| 2000      | Pepper Ann                                  | Denise Goldman                  | Voz. Episodio: "Too Cool to Be Mom" |
| 2001      | Strange Frequency                           | Maggie Stanton                  | Episodio: "Don't Stop Believing" |
| 2002      | Ozzy & Drix                                 | Sticky Flagella                 | Voz. Episodio: "Strep-Finger" |
| 2002      | Kim Possible                                | Elsa Cleeg                      | Voz. Episodio: "Kimitation Nation" |
| 2003      | Oliver Beene                                | Sra. Darcel                     | Episodio: "A Day at the Beach" |
| 2002–2004 | Fillmore!                                   | Directora Folsom                | Voz. 16 Episodios |
| 2003      | My Life with Men                            | Emily Zebrowski                 | Piloto |
| 2003–2004 | Frasier                                     | Ronee Lawrence                  | Recurrente, 10 Episodios |
| 2003–2005 | The Adventures of Jimmy Neutron: Boy Genius | Beautiful Gorgeous              | Voz. Episodios: "My Big Fat Spy Wedding", "The League of Villains", "Operation: Rescue Jet Fusion"                                              |
| 2004      | The Stones                                  | Gail                            | Episodio: "She Ain't Heavy, She's My Sister" |
| 2004      | Wild Card                                   | Melanie St. John                | Episodio: "A Felony for Melanie" |
| 2004      | Reba                                        | Sadie                           | Episodio: "Van's Agent" |
| 2004      | Father of the Pride                         | Victoria the Tiger              | Voz. 5 Episodios |
| 2005      | American Dragon: Jake Long                  | Aunt Patchouli                  | Voz. Episodio: "Adventures in Troll-Sitting" |
| 2005–2006 | Bratz                                       | Burdine Maxwell                 | Voz (T 1) |
| 2005      | CSI: Crime Scene Investigation              | Donna Eiger                     | Episodio: "King Baby" |
| 2005      | Law & Order                                 | Abogado defensor Dressler       | Episodio: "Dining Out" |
| 2005      | Out of Practice                             | Lois Turner                     | Episodio: "The Wedding" |
| 2005–2006 | Jake in Progress                            | Naomi Clark                     | Regular, 21 Episodios |
| 2005–2006 | The X's                                     | Sra. X                          | Voz. Regular, 20 Episodios |
| 2006      | Hello Sister, Goodbye Life                  | Barbara                         | Película de televisión |
| 2006–2007 | Big Day                                     | Jane                            | Regular, 12 Episodios |
| 2006–2007 | The Emperor's New School                    | Chicha                          | Voz. 4 Episodios |
| 2008      | The Hill                                    | Senador Lowell                  | Piloto |
| 2008      | 'Til Death                                  | Dra. Friedman                   | Episodio: "Sob Story" |
| 2008      | Will You Merry Me?                          | Suzie Fine                      | Película de televisión |
| 2009      | The Ex List                                 | Fiona Bloom                     | Episodios: "Daphne's Idealized Wedding" y "The Spark"                                                                                           |
| 2009      | Pushing Daisies                             | Coral Ramora                    | Episodio: "Kerplunk" |
| 2010      | True Jackson, VP                            | Libby Gibbils                   | Episodio: "Saving Snackleberry" |
| 2010      | The Life & Times of Tim                     | Ejecutiva de editorial          | Voz. Episodio: "London Calling/Novelist" |
| 2010–2015 | Hot in Cleveland                            | Victoria Chase                  | Regular, 128 Episodios |
| 2011      | All My Children                             | Victoria Chase                  | Este fue un entrecruzamiento entre "Hot In Cleveland" y "All My Children", en el cual Malick actuó "Victoria Chase" quien actuó "Gertie Stein". |
| 2011–2016 | Kung Fu Panda: Legends of Awesomeness       | Fenghuang                       | Voz. Episodios: "Owl Be Back", "Crane on a Wire", "A Stitch in Time", "The First Five"                                                          |
| 2013      | Bubble Guppies                              | Officer Meranda                 | Voz |
| 2013      | After All These Years                       | Audrey                          | Película de televisión |
| 2014–2020 | BoJack Horseman                             | Beatrice Horseman               | Voz. 11 Episodios |
| 2014      | Ultimate Spider-Man                         | Green Goblin / Norma Osborn     | Voz. Episodio: "Spider-Verse Part 1" |
| 2016      | Rush Hour                                   | Capitán Cole                    | Regular, 13 Episodios |
| 2016      | Pitch                                       | Maxine Armstrong                | Recurrente |
| 2016      | Kulipari: An Army of Frogs                  | Reina araña Jarrah              | Recurrente |
| 2016      | Law and Order: Special Victims Unit         | Regina Prince                   | Episodio: "Assaulting Reality" |
| 2016      | NCIS: New Orleans                           | Sylvia Lund                     | Episodio: "Escape Plan" |
| 2016–2021 | American Housewife                          | Kathryn                         | 11 Episodios |
| 2016      | Lady Dynamite                               | Ella misma                      | Episodio: "Knife Feelings" |
| 2016      | Finding Father Christmas                    | Margaret Whitcomb               | Película de televisión |
| 2017      | Mom                                         | Danielle                        | 2 Episodios |
| 2017      | Grace and Frankie                           | Mimi                            | Episodio: "The Alert" |
| 2017      | Darrow & Darrow                             | Joanna Darrow                   | Película de televisión |
| 2017      | Engaging Father Christmas                   | Margaret Whitcomb               | Película de televisión |
| 2018      | Darrow & Darrow 2                           | Joanna Darrow                   | Película de televisión |
| 2018      | This Is Us                                  | Mary Damon                      | 2 Episodios |
| 2018      | Marrying Father Christmas                   | Margaret Whitcomb               | Película de televisión |
| 2018–2020 | The Ranch                                   | Lisa Neumann                    | 15 Episodios |
| 2019      | Witness to Murder: A Darrow Mystery         | Joanna Darrow                   | Película de televisión |
| 2019      | Richard Lovely                              | Alana Lovely                    | Piloto |
| 2019      | Bluff City Law                              | Rachel                          | Episodio: "Fire in a Crowded Theater" |
| 2019      | Darrow & Darrow 4: Burden of Proof          | Joanna Darrow                   | Película de televisión |
| 2020      | Bob Hearts Abishola                         | Jen Davenport                   | Episodio: "There's My Nigerians" |
| 2020–2023 | The Owl House                               | Edalyn "Eda" Clawthorne         | Voz. Personaje principal |
| 2020      | Modern Family                               | Audrey Beckman                  | Episodio: "Baby Steps" |
| 2020      | Deranged Granny                             | Barbara Anders                  | Película de televisión |
| 2020      | Billions                                    | Leah Calder                     | Episodio: "Contract" |
| 2020      | Young Sheldon                               | Presidente Hagemeyer            | 4 Episodios |
| 2021      | Close Enough                                | Deborah Trickle                 | Episodio: "Meet the Frackers" |
| 2021      | Dear White People                           | Geraldine Bernadette            | 10 Episodios |

### Videojuegos
| Año  | Título                                                   | Personaje          |
| ---- | -------------------------------------------------------- | ------------------ |
| 2008 | SpongeBob SquarePants featuring Nicktoons: Globs of Doom | Beautiful Gorgeous |

## Premios y nominaciones
| Año  | Otorga                    | Premio                                                              | Trabajo          | Resultado |
| ---- | ------------------------- | ------------------------------------------------------------------- | ---------------- | --------- |
| 1992 | CableACE Award            | Destacada Actriz en una Serie de Comedia                            | Dream On         | Ganó      |
| 1993 | CableACE Award            | Destacada Actriz en una Serie de Comedia                            | Dream On         | Ganó      |
| 1994 | CableACE Award            | Destacada Actriz en una Serie de Comedia                            | Dream On         | Ganó      |
| 1995 | CableACE Award            | Destacada Actriz en una Serie de Comedia                            | Dream On         | Nominada  |
| 1996 | CableACE Award            | Destacada Actriz en una Serie de Comedia                            | Dream On         | Ganó      |
| 1999 | Golden Globe Award        | Mejor Actriz de soporte – Serie, Miniserie o Película de televisión | Just Shoot Me!   | Nominada  |
| 1999 | Primetime Emmy Award      | Destacada Actriz de soporte en una Serie de Comedia                 | Just Shoot Me!   | Nominada  |
| 2000 | Women in Film Lucy Award  | Premio Lucy                                                         |                  | Ganó      |
| 2001 | Satellite Award           | Mejor Actriz – Serie de Televisión Musical o Comedia                | Just Shoot Me!   | Nominada  |
| 2002 | Primetime Emmy Award      | Destacada Actriz de soporte en una Serie de Comedia                 | Just Shoot Me!   | Nominada  |
| 2007 | Gracie Award              | Destacada Actriz de soporte en una Serie de Comedia                 | Big Day          | Ganó      |
| 2011 | Screen Actors Guild Award | Destacado desempeño por un conjunto en una Serie de Comedia         | Hot in Cleveland | Nominada  |
| 2013 | Gracie Award              | Destacado desempeño por un conjunto en una Serie de Comedia         | Hot in Cleveland | Ganó      |